# Мутаре
Мутаре (енгл. Mutare) (до 1982. познат као Умтали) је трећи град по величини у Зимбабвеу са око 200.000 становника. Основан је 1897. године као тврђава и главни је град у провинцији Маникаленд. Налази се на граници са Мозамбиком само 290 km од луке Беира. Становништво је претежно из Шона (Мањика; Manyika) племена.

## Становништво
Године 1965. Мутаре је имао 46.000 становника. Расни састав је био подељен између 36.100 црних Африканаца, 560 Азијаца, 340 обојених и 9.100 белаца. 2012, урбано становништво је износило 224.802 и приближно 260.567 у околним окрузима дајући широј метрополитанској области укупну популацију од преко 500.000 људи.
| Година       | 2022   |
| ------------ | ------ |
| Становништво | 224802 |

## Партнерски градови
- Харлем